# Skadovsk (P170)
le Skadovsk (P170) (en ukrainien : «Скадо́вськ»), (jusqu'en 2018 : U170, jusqu'au 1er novembre 1997 : Haidamak, plus tard U120) est un petit bâtiment de patrouille du Projet 1400 construit en Union soviétique, ou classe Zhuk selon la classification OTAN, et servant à un usage spécial dans la marine ukrainienne. Dans la marine soviétique, il s'appelait AK-327.

## Historique
Le Projet 1400M était la modernisation du Projet 1400 de navires de patrouille frontalière et d'artillerie. Le projet visait à protéger la frontière de l'État dans la zone côtière, les détroits et les raids portuaires ouverts, ainsi qu'à effectuer des tâches supplémentaires. En plus des unités navales des troupes frontalières du KGB de l'URSS, les bâtiments du projet ont été exportés dans d'autres pays, ainsi que 9 unités dans la marine soviétique.
Le bâtiment AK-327  a été construit au chantier naval More de Théodosie en 1990 . Après les examens d'entrée, il est devenu membre de la Flotte de la mer Noire de l'URSS,, dans la 17e Brigade spéciale de la Marine basée dans le port militaire d' Ochakov.
Le 15 avril 1992, l'équipage du bâtiment a prêté serment d'allégeance au peuple ukrainien. Dans la marine ukrainienne il fait partie de la division des navires de protection et de soutien de la base navale d'Odessa. Il est affecté pour des missions spéciales.
Il a participé aux exercices ukraino-américains sur la Tendra Spit, en 2001 dans les eaux du golfe Borysthénique. En 2008 , avec un groupe de navires de la marine ukrainienne, il a participé aux exercices internationaux "Sea Breeze-2008". En 2011, il a été reconnu comme le meilleur en matière de formation et d'interaction entre les équipages de la division des navires de protection et de soutien de la base navale occidentale de la marine ukrainienne.
En automne 2017, il a été mis en réparation d'urgence en raison de dommages importants à la partie sous-marine et aux superstructures . Au milieu de l'année 2018 il a pris le n° de coque P170 en conformité de la norme OTAN.

## Galerie

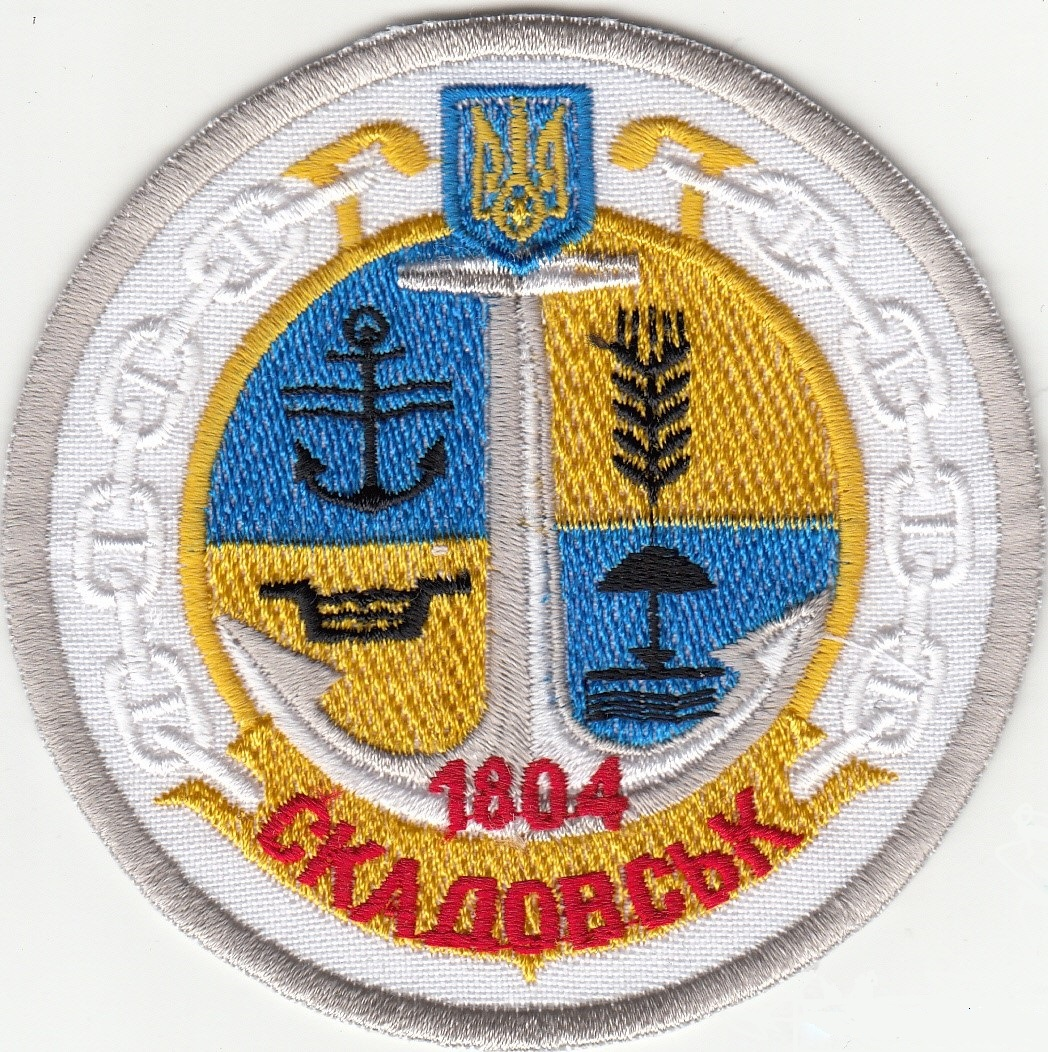
Insigne du Skadovsk.
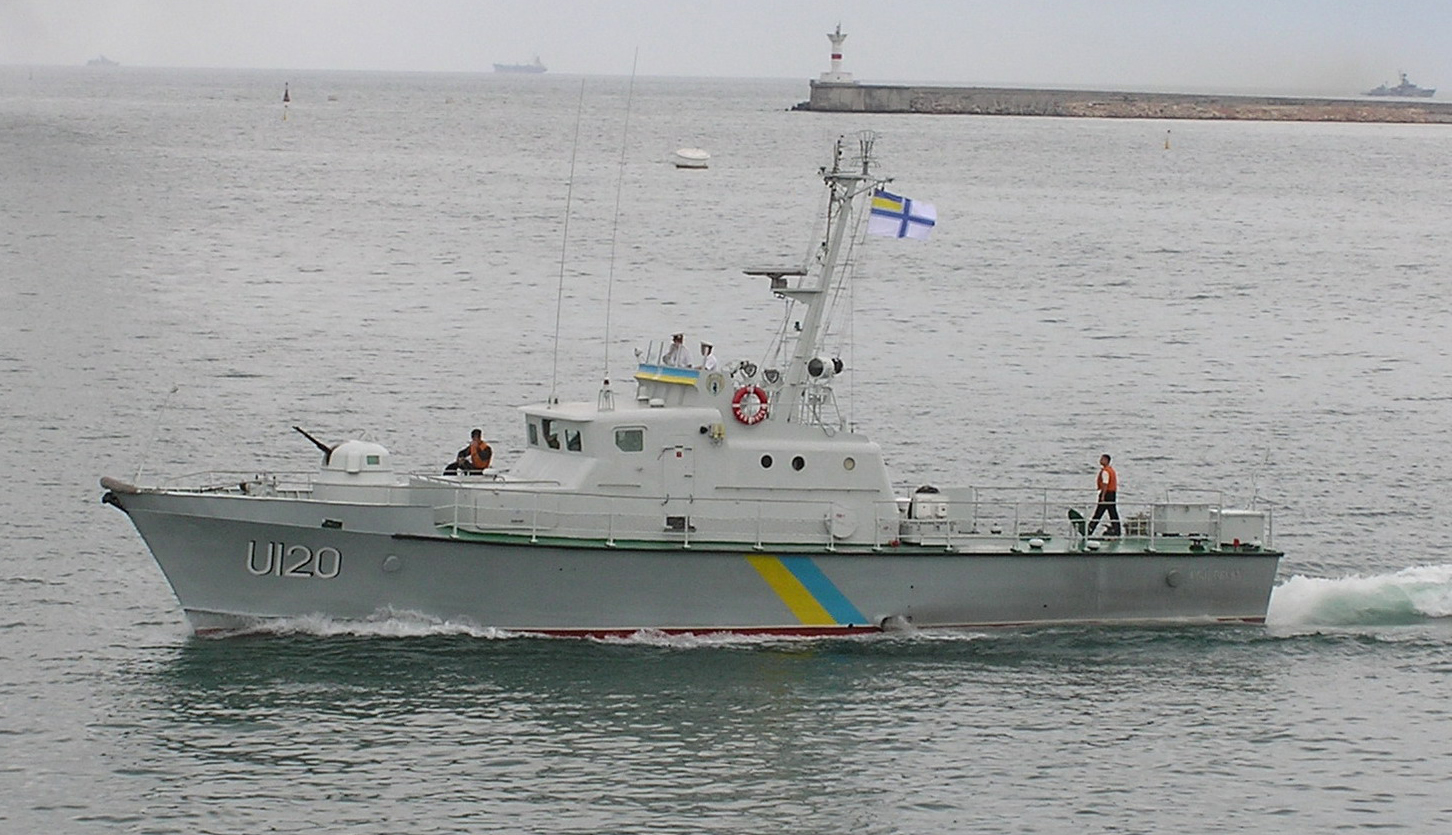
Skadovsk (U120) en 2004